# 1859 no Brasil
Esta é uma cronologia dos fatos acontecimentos de ano 1859 no Brasil.

## Incumbente
- Imperador – D. Pedro II (9 de abril de 1831-15 de novembro de 1889)

## Eventos
- 2 de fevereiro: Assinado Tratado definitivo entre Brasil, Argentina e Uruguai, no Rio de Janeiro.
- 31 de março: Fim da Praieira, em Pernambuco.

## Nascimentos
- 16 de janeiro: Valentim Magalhães, escritor e jornalista (m. 1903).
- 13 de maio: Raimundo Correia, poeta, magistrado, diplomata, tradutor, jornalista, professor (m. 13 de setembro de 1911)